# パッサウ大学
パッサウ大学（ドイツ語: Universität Passau）は、バイエルン州ニーダーバイエルン県パッサウにあるドイツの公立大学の一つである。

## 歴史
大学の起源は、レオポルド5世によって1612年に創立されたギムナジウムに、カトリック司祭の養成、カトリック信仰強化及び青少年教育のための高等教育機関が併設された1622年にまで遡る。
今日のような現代的な大学を創立する案は、数世紀を通じて浮かんでは消えはしながら、1972年12月7日にバイエルン州議会によりパッサウ大学設置法（1973年1月1日発効）が可決され、ようやくその日の目を見た。1978年8月1日、パッサウに1923年から所在していた哲学・神学学校（ドイツ語: Philosophisch-theologische Hochschule）が新規開校されるパッサウ大学に編入され、1978年10月9日に同大学は正式に開校した。これによって、1826年にランツフート大学がミュンヘンに移されてから152年ぶりに、ニーダーバイエルンに所在する大学が開校されることとなった。

## 学部
パッサウ大学は４学部で構成される。
- 法学部（ドイツ語: Juristische Fakultät）
- 経済学部（ドイツ語: Wirtschaftswissenschaftliche Fakultät）
- 哲学部(カトリック神学部を含む）（ドイツ語: Philosophische Fakultät mit Department für Katholische Theologie）
- 情報数学部（ドイツ語: Fakultät für Informatik und Mathematik）

## 大学の規模
2017年4月4日時点で、11,477名の学生が学籍登録しており、その内の1,117名（全体の9.73％）が海外からの留学生又は正規学生である。

## 教育の質
言語学、経済・地域文化研究（Wirtschafts-und Kulturraumstudien, 略称 KuWi）は、パッサウ周辺のみならず広く知られている。近年は、これに加えて学部レベルでのヨーロッパ研究も評判が高い。それ以外のコースでは、総合的な外国語研究が、パッサウでは特に人気がある。
バイエルン州のカトリック圏の大学でもあり、神学研究には伝統がある。

## 著名な出身者
- アンドレアス・シャウアー - キリスト教社会同盟に所属する政治家
- ユーリ・ツェー - 小説家。2007年に執筆した"Schilf"は浅井晶子によって邦訳されている(ユーリ・ツェー『シルフ警視と宇宙の謎』浅井晶子、早川書房、2009年。ISBN 9784152090607。)